# アーマード・マーメイド
『アーマード・マーメイド』（ARMORED MERMAID）は風見周のライトノベル。イラスト担当は雅。富士見ファンタジア文庫（富士見書房）より2012年12月から発売されていたが、売り上げの不調により2013年4月の2巻をもって打ち切りとなった。

## あらすじ
"陸喰い"によって土地の大半を喰い荒らされた世界には、その"陸喰い"に対抗する戦士"マーメイド"を育成する7つの専門機関があった。
その一つである『白鯨学園』に補欠で入学した、汐崎旭は、女性主義が蔓延する学園生活に戸惑いつつも、マーメイドとしての修行に励むのであった。

## 登場人物
汐崎 旭
主人公である熱血漢。
緋桜 夕海
旭の幼馴染。
エリザベス・マクマホン
夕海同様優秀で、夕海と対立している金髪碧眼の少女。
コレット・ルクレール
おとなしい性格ながらも、下ネタを好む『白鯨学園』の優等生。エリザベスとは対照的に巨乳である。

## 用語
陸喰い
マーメイド
陸喰いに対抗する戦士。
シーブリード
マーメイドのみが使用できる武器で、海中に存在するナノマシンSLOTで構成されている。

## 既刊一覧
- 風見周（著）・雅（イラスト） 『アーマード・マーメイド』 富士見書房〈富士見ファンタジア文庫〉、全2巻
  1. 2012年12月20日発売[1]、ISBN 978-4-8291-3829-8
  2. 2013年4月20日発売[2]、ISBN 978-4-8291-3876-2